# フェリシー・ド・ルシー
フェリシー・ド・ルシー（フランス語：Félicie de Roucy, 1050年ごろ - 1123年5月3日）は、アラゴン王サンチョ1世の2番目の妃。

## 生涯
フェリシーはラムリュプト領主イルドゥアン4世・ド・モンディディエとルシー女伯アリックスの娘である。兄エブル2世（1103年頃没）は教皇との関係が良好で、シャンパーニュ地方でグレゴリウス改革を推進した。1073年にエブリュ2世はアル＝アンダルスに対する遠征を計画し、家族を通して第1回十字軍を推進した1人であるアンティオキア公ボエモン1世と関係があった。
アラゴン王サンチョ1世は、1068年にローマを訪れた際にエブル2世に会ったとみられ、エブル2世は妹フェリシーとアラゴン王との結婚に同意した。サンチョ1世は、恐らく長男ペドロ1世が生まれてまもなく最初の妃イザベル・ドゥルジェイと離婚していた。
フェリシーは1070年ごろにサンチョ1世と結婚し、寡婦財産としてビエル、バイロ、アストリト、アルダネスおよびソスの町とともにリバゴルサの領地を受け取った。2人の間には以下の3男が生まれた。
- フェルナンド（1071年 - 1086年） - 父に先立ち死去[5]
- アルフォンソ1世（1073/4年 - 1134年）[5] - アラゴン・ナバラ王
- ラミロ2世（1086年 - 1157年）[5] - アラゴン王

息子アルフォンソとラミロは、1104年異母兄ペドロ1世が嗣子なく死去した後にアラゴン王となった。